# 三菱ケミカル・クリンスイ
三菱ケミカル・クリンスイ株式会社（みつびしケミカル・クリンスイ）は、東京都品川区に本社を置く、浄水器、中空糸膜、人工炭酸泉発生装置の販売を行う企業で、三菱ケミカルの100%子会社（連結子会社）である。
当社の社名にもなっている「クリンスイ（Cleansui）」とは、元々三菱ケミカルの前身企業の一つである三菱レイヨンから発売され、当社の主力商品である浄水器のブランド名に由来する。

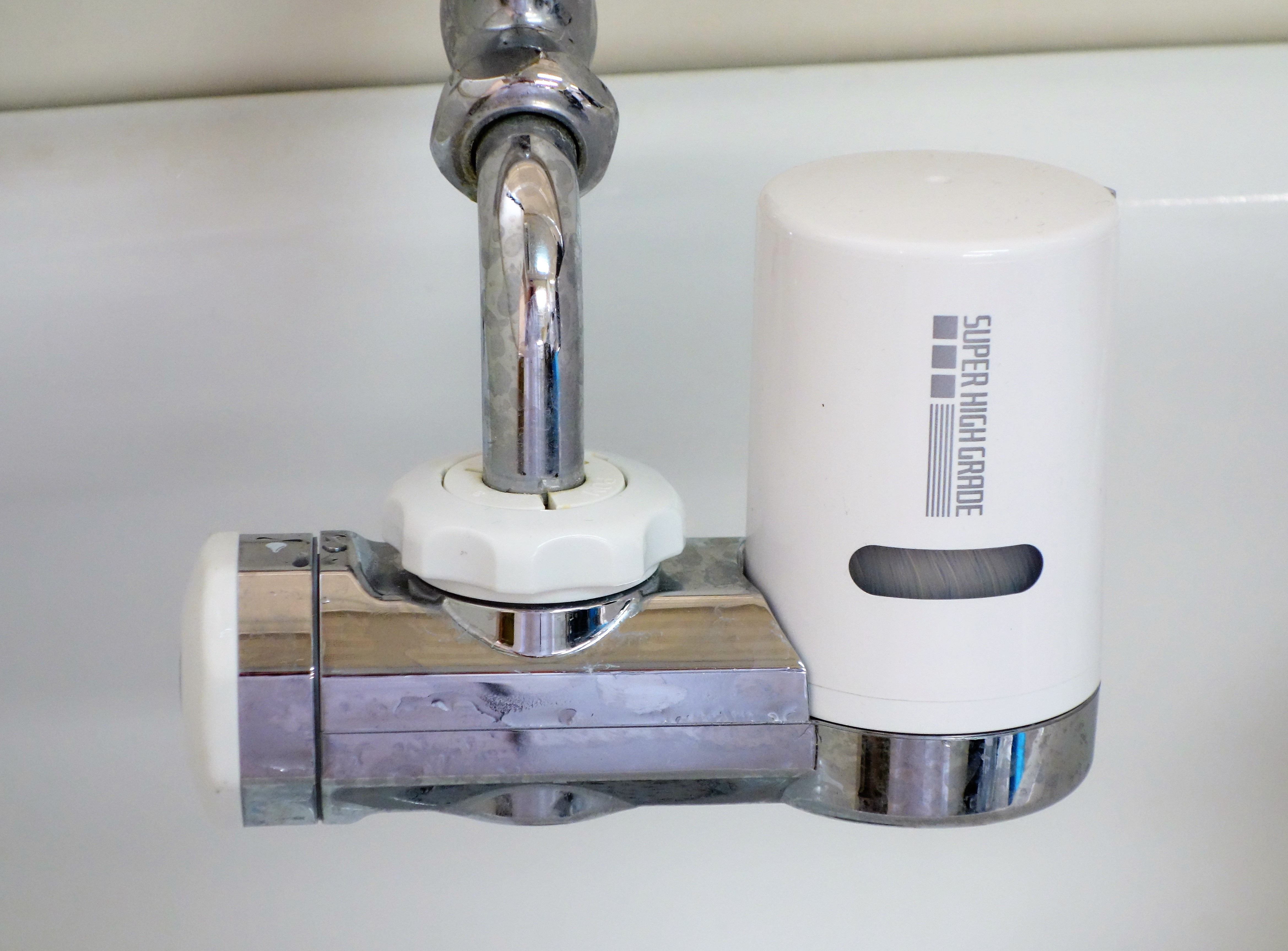
同社製の浄水器(2017年モデル)

## 沿革
- 1983年（昭和58年）4月 - ダイヤメラ株式会社を設立。設立当初は、医療用具・医療用品・医療製品およびその他関連製品の製造、加工及び輸出入や、浄水器の売買（付帯する関連業務を含む）を事業としていた。
- 1985年（昭和60年）4月 - ダイヤメディックス株式会社に商号変更。
- 1995年（平成7年）10月 - エムアールシー・ホームプロダクツ株式会社に商号変更。
- 1997年（平成9年）10月 - 本社を東京都文京区から同中央区日本橋大伝馬町へ移転。
- 2002年（平成14年）2月 - 本社を東京都中央区日本橋小網町へ移転。
- 2003年（平成15年）10月1日 - 親会社の三菱レイヨンから「クリンスイ」事業における営業機能全般（商品企画開発を含む）を譲り受け、営業機能を当社に統合する[2]。
- 2005年（平成17年）7月 - 三菱レイヨン・エンジニアリング（現・三菱ケミカルエンジニアリング）から人工炭酸泉製造装置における営業機能を譲り受ける。
- 2007年（平成19年）3月 - 家庭用蛇口直結型浄水器「クリンスイモノ」シリーズを発売[3]。
- 2009年（平成21年）4月1日 - 資本金を5,000万円から1億5,000万円に増資し、三菱レイヨン・クリンスイ株式会社に商号変更[4]。同時に「クリンスイ」を新CIに変更[5]。
- 2011年（平成23年）5月 - 三菱化学メディア（現・三菱ケミカルメディア）との連携により、家庭用浄水器「クリンスイ」のオーストラリア、ニュージーランドでの展開を開始[6]。
- 2012年（平成24年）
  - 3月 - 三菱アルミニウムの子会社である株式会社エムエーパッケージングと、同社の販売網を活用した家庭用浄水器「クリンスイ」の共同展開を開始することを発表[7]。
  - 12月13日 - 日本国内の浄水器メーカーで初めてとなる災害時備蓄用保存水「クリンスイ 長期保存水」を発売[8]（当初は企業や自治体に限定していたが、2013年3月1日より一般向けにも販売を開始）。
- 2015年（平成27年）5月1日 - 親会社の三菱レイヨンから機能膜分野の中空糸膜製品の製造・販売事業を吸収分割により承継[9]。
- 2016年（平成28年）4月 - 浄水器の新シリーズ「Cleansui Global（クリンスイ グローバル）」を立ち上げ、1号機となる「クリンスイ CG104-WT」を発売[10]。
- 2017年（平成29年）
  - 4月 - 親会社の三菱レイヨンが、合併により三菱ケミカル株式会社に商号変更したことに伴い、三菱ケミカル・クリンスイ株式会社に商号変更。
  - 12月21日 - 日本国内の浄水器で初めてのIoT（Felica搭載）モデルとなる「クリンスイ CSP801i」を発売[11]。